# La Azohía
La Azohía és una entitat de població de Perín, diputació aquesta del terme municipal de Cartagena, en la Comunitat Murciana. Es tracta d'un poblat pesquer amb una població inferior als 1.000 habitants. Es troba pròxima al Port de Mazarrón. Es tracta d'un enclavament costaner poc urbanitzat i en un entorn muntanyenc pròxim al cap Tiñoso
Destaquen entre els seus atractius la seva bella badia i la torre de Santa Elena.